# ایوانز هد، نیو ساوت ولز
ایوانز هد (به انگلیسی: Evans Head) یک شهرک در استرالیا است که در نیو ساوت ولز واقع شده‌است.